# Maximilian Thiel
Maximilian „Maxi“ Thiel (* 3. Februar 1993 in Altötting) ist ein deutscher Fußballspieler, der zuletzt beim FC Erzgebirge Aue unter Vertrag stand.

## Karriere
Zu Beginn seiner Karriere eher im zentralen Mittelfeld eingesetzt, wechselte er später auf die Flügel, wo er heute meist als linker Außenstürmer zum Einsatz kommt. Neben einer guten Technik und Schnelligkeit zeichnet sich der Linksfuß durch einen wuchtigen Torschuss aus.

### Vereine
Thiel spielte in seiner Kindheit bis 2004 für den SV Gendorf Burgkirchen. In der Jugendakademie von Wacker Burghausen ausgebildet, gab Thiel im August 2010 im Alter von 17 Jahren sein Profi-Debüt in der 3. Liga im Spiel gegen Rot Weiss Ahlen unter Trainer Mario Basler. Im Oktober des gleichen Jahres unterzeichnete er seinen ersten Profivertrag. In den darauffolgenden Jahren entwickelte er sich zum Stammspieler, Leistungsträger und zählte schließlich zu den begehrtesten Talenten der 3. Liga. In der Saison 2012/13 erzielte er zehn Tore und war damit bester Torschütze seiner Mannschaft. Zur Saison 2013/14 wechselte er zum damaligen Zweitligisten 1. FC Köln,  mit dem er am Ende der Saison Meister der 2. Bundesliga wurde und in die Bundesliga aufstieg. Sein erstes Pflichtspieltor erzielte er im DFB-Pokal gegen Eintracht Trier zum 2:0-Endstand.
In der Sommer-Transferperiode 2014 wechselte er auf Leihbasis zum Zweitligisten 1. FC Union Berlin, bei dem er sich auf Anhieb in die Stammformation spielte und zum Leistungsträger avancierte. Bei den Berlinern gab er am 14. September 2014 sein Debüt im Spiel gegen den 1. FC Heidenheim. Nach einem erfolgreichen einjährigen Leihgeschäft verpflichtete Union Berlin ihn fest, wobei Thiel einen Zweijahresvertrag bis 2017 unterschrieb. Im Oktober 2015 wurde er zum Vize-Kapitän ernannt und in den Mannschaftsrat berufen. 
Zur Saison 2017/18 wechselte Thiel innerhalb der 2. Bundesliga zum 1. FC Heidenheim, bei dem er einen Vertrag bis zum 30. Juni 2019 erhielt. Im August 2018 wurde der Vertrag vorzeitig bis 2021 verlängert. Im Sommer 2021 schloss er sich dem Drittligisten SV Wehen Wiesbaden an. Sein Vertrag wurde nach Ablauf der Saison nicht verlängert.
Im Sommer 2022 wechselte er ligaintern zum FC Erzgebirge Aue. Nach zwei Jahren verließ er den Verein wieder.

### Nationalmannschaft
Maximilian Thiel war zudem für die deutsche U20-Nationalmannschaft aktiv, für die er neun Länderspiele bestritt, in denen er vier Tore erzielte. Sein Debüt in der U-20 gab er am 6. September 2013, als man in Pfullendorf mit 2:0 gegen die Auswahl Polens gewann.

## Erfolge
1. FC Köln:
- Zweitliga-Meister und Aufstieg in die Bundesliga: 2014